# Iuventa (film)
Az Iuventa egy német-olasz dokumentumfilm a Iuventa hajó 2016-tól 2017-ig tartó mentőakcióiról.

## Történet
2016 júliusában a Jugend Rettet civil szervezethez tartozó hajó indulásra készen állt Málta partjainál. A segítők az újraélesztést és a mentőmellény felvételét gyakorolják. Útjuk során túlzsúfolt hajókat látnak a líbiai felségvizek mellett. A római parti őrség koordinációs központjának irányításával a szökevények felkapaszkodnak a Iuventa gumicsónakjára, majd felszállnak a hajóra, ahol Olaszországba szállítják őket. Az afrikai emberek rendkívül boldogok. Később a mentést végrehajtó aktivisták interjúkat adnak, és néha kritikus kérdésekkel szembesülnek. A mentési munkálatok 2017-ben is folytatódnak, de a hajót augusztusban elkobozzák. A vád: a tengeri magánmentők együttműködnének a líbiai csempészekkel. Az illegális bevándorlásban való segítségnyújtás vádját az aktivisták tagadják.

## Kritika
A film az aktivisták ünneplésével zárul, de ezzel elveszti a távolságot a témától. A kimentett menekültek sorsát, akiknek többsége láthatóan olasz táborokban tartózkodik, csak érintik. A film nagyrészt nélkülözi a kritikus hangokat. Ennek ellenére sikerül kísérteties képeket alkotnia. A nyílt tengeren a drámai jelenetek azt a nyomasztó érzést keltik, hogy a lehetséges halállal egyenlő félként találkozunk.

## Fordítás
- Ez a szócikk részben vagy egészben  az   Iuventa (Film) című német Wikipédia-szócikk ezen változatának fordításán alapul.  Az eredeti cikk szerkesztőit annak laptörténete sorolja fel. Ez a jelzés csupán a megfogalmazás eredetét és a szerzői jogokat jelzi, nem szolgál a cikkben szereplő információk forrásmegjelöléseként.